# کراسنو (ناحیه سوکولوف)
کراسنو (به چکی: Krásno) یک منطقهٔ مسکونی و شهرستان دارای شهرک سابقاً روستا در جمهوری چک است که در ناحیه سوکولوو واقع شده‌است.
 کراسنو  ۷۰۲ نفر جمعیت دارد.